# Banque ottomane
La Banque ottomane (en turc Osmanlı Bankası) est une banque fondée en 1856 à Constantinople grâce à un accord actionnarial entre des investisseurs britanniques, français et le gouvernement ottoman. De 1863 à 1924, elle est nommée Banque impériale ottomane (en turc osmanli Bank-ı Osmanî-i Şahane), avant de retrouver son nom initial.
Originellement chargée de gérer la dette souveraine de l'Empire, elle remplit peu à peu les fonctions de banque centrale jusqu'à la création en 1931 de la Banque centrale de la république de Turquie. Elle mène alors des activités de banque commerciale, puis est rachetée en 1996 à Paribas par le Doğuş Holding, avant de fusionner en 2001 avec le groupe Garanti Bank.

## Historique

### La difficile réforme financière de l'Empire (1839-1847)

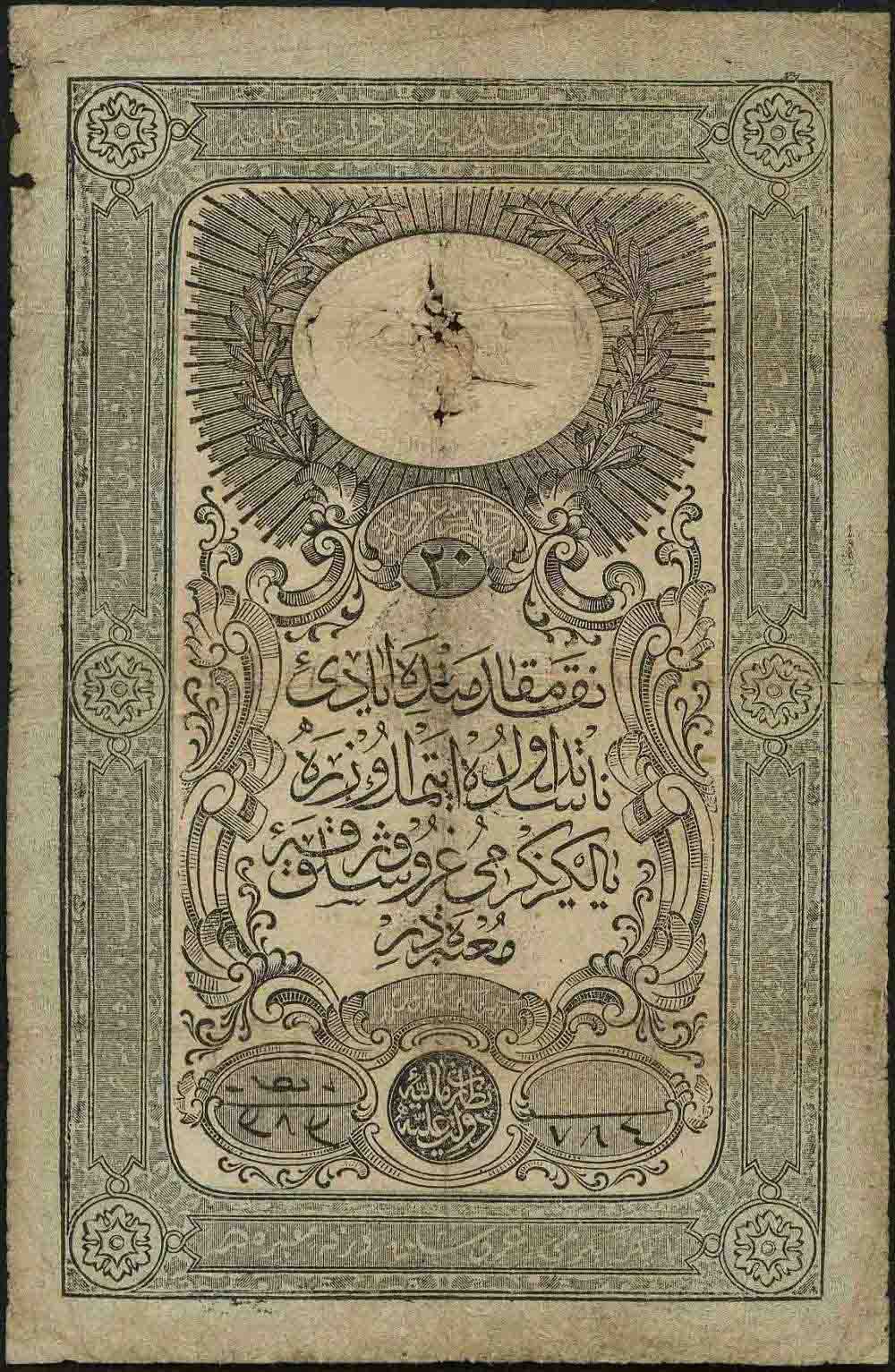
Billet de 20 kuruş (« piastres ») émis à Constantinople en 1852, l'un des nombreux papiers monétaires que l'Empire imprime, sans la garantie d'une banque centrale.

Les origines de la fondation de cette banque remontent à l'époque du Tanzimat (les réformes), durant laquelle le sultan Abdülmecid promulgua le rescrit impérial (Hatti-Cherif) de Gulkhane le 3 novembre 1839 qui prévoit une nouvelle planification fiscale et une réorganisation complète des finances impériales, et précise qu'« on s’occupera de la création de banques et d’autres institutions semblables pour arriver à la réforme du système financier et monétaire, ainsi que de la création de fonds destinés à augmenter la source de la richesse publique et matérielle de l’Empire... Pour arriver à ces buts, on recherchera les moyens de mettre à profit les sciences, les arts et les capitaux de l’Europe... ». Il n'existait, officiellement, aucune banque d'affaires, commerciale ou d'investissement d'importance, mais l'équivalent du Trésor public, énorme structure administrative chargée de collecter différents impôts et taxes à travers l'Empire, structure que trois hommes vont tenter de réformer, Moustapha Reschid Pacha, Ali Pacha et Fuad Pacha, occupant tour à tour durant trente ans, le poste de grand vizir. En 1839, pour accélérer ces réformes, une première émission de « billets équivalent à la monnaie » a lieu pour un montant de 16 millions de piastres de Constantinople, il s’agissait d’une sorte de bon du Trésor, remboursable au bout de 8 ans et portant intérêt à 8 %. En 1845, à la suite de la réforme monétaire — l'Empire ne possède alors aucune réelle unité monétaire, un peu comme l'Allemagne avant 1871 —, le gouvernement, souhaitant stabiliser le cours du change et empêcher la dépréciation de sa monnaie de compte, conclut un accord à cet effet avec deux banquiers du quartier de Galata (Karaköy), J. Alléon et Th. Baltazzi. Ceux-ci s’engageaient, en contrepartie d’une subvention annuelle de 2 millions de piastres, à maintenir le change au cours de 110 piastres pour 1 livre sterling ou 25 francs-or. En 1847, leur association prend le nom de Banque de Constantinople, mais, après la crise politique européenne de 1848, elle fut liquidée en 1852.

### La guerre de Crimée et la dette souveraine turque
La guerre de Crimée déclenchée en octobre 1853, oppose l'Empire russe à une coalition formée essentiellement d'intérêts ottomans, français et britanniques, celle-ci est donc à l'origine de la fondation de la Banque ottomane. En effet, à la veille du conflit, un projet de « banque centrale turque » (ou Banque Nationale de Turquie) avait été déposé par Ariste Jacques Trouvé-Chauvel (1805-1883) auprès du grand vizir, mais restait en suspens quand, à partir de 1854, une série d'emprunts très important est émise sur la place de Londres au nom du gouvernement ottoman. Les sommes accumulées atteignent 8,5 millions de £ en quelques mois, augmentant du même coup le poids de la dette publique. En 1857, après la fin des hostilités, l'empire se retrouve dans une situation difficile : sans parler de l'intérêt de la dette, circulent 480 millions de papier-monnaie émis et non garantis. Deux personnalités se portèrent garantes, Alexandre de Plœuc et Vere Henry Hobart (en) (1818-1875), et ce duo franco-britannique a donc l'idée de créer la Banque ottomane dans le but de rassurer les porteurs de bons d'emprunt. Plusieurs projets concurrents vont alors se positionner, celui de Londres, plus avancé, mais totalement britannique, va entrer en compétition avec celui de Paris, monté par les frères Pereire, mais réunissant des banques françaises et britanniques et d'un montant de plusieurs millions de £. Un protocole d'accord est signé entre ces derniers et Constantinople « pour négocier avec le gouvernement ottoman un traité ayant pour objet la réforme des monnaies de l’Empire, le retrait du papier-monnaie actuel, la fabrication et l’émission de toute monnaie de papier de banque nouveau, la concession du privilège de fonder et d’exploiter une banque de circulation et d’industrie sur des bases analogues à celles de la Banque de France et de la Société générale de Crédit mobilier de Paris, la concession de tous autres droits et privilèges ». En définitive, le grand vizir choisit la solution londonienne et l'Ottoman Bank, société de droit anglais, est définitivement incorporée par charte le 24 mai 1856, avec l'appui des financiers Austen Henry Layard, la maison Glyn, Mills and Co. et un certain Hankey pour un montant initial plus modeste de 500 000 £. La banque avait la faculté d’exercer son activité sur tout le territoire de l’Empire ottoman, à l’exception de l’Égypte. Le siège social était établi à Londres, 26, Old Broad Street, sous le nom de « Ottoman Bank Layard ». A.H. Layard présidait le conseil d’administration et Charles Ede occupait à Constantinople les fonctions de directeur. Si Ali Pacha donne son accord, il ne cessera durant la brève existence de cette première banque, de consolider ses rapports avec les intérêts français.

### La Banque impériale ottomane

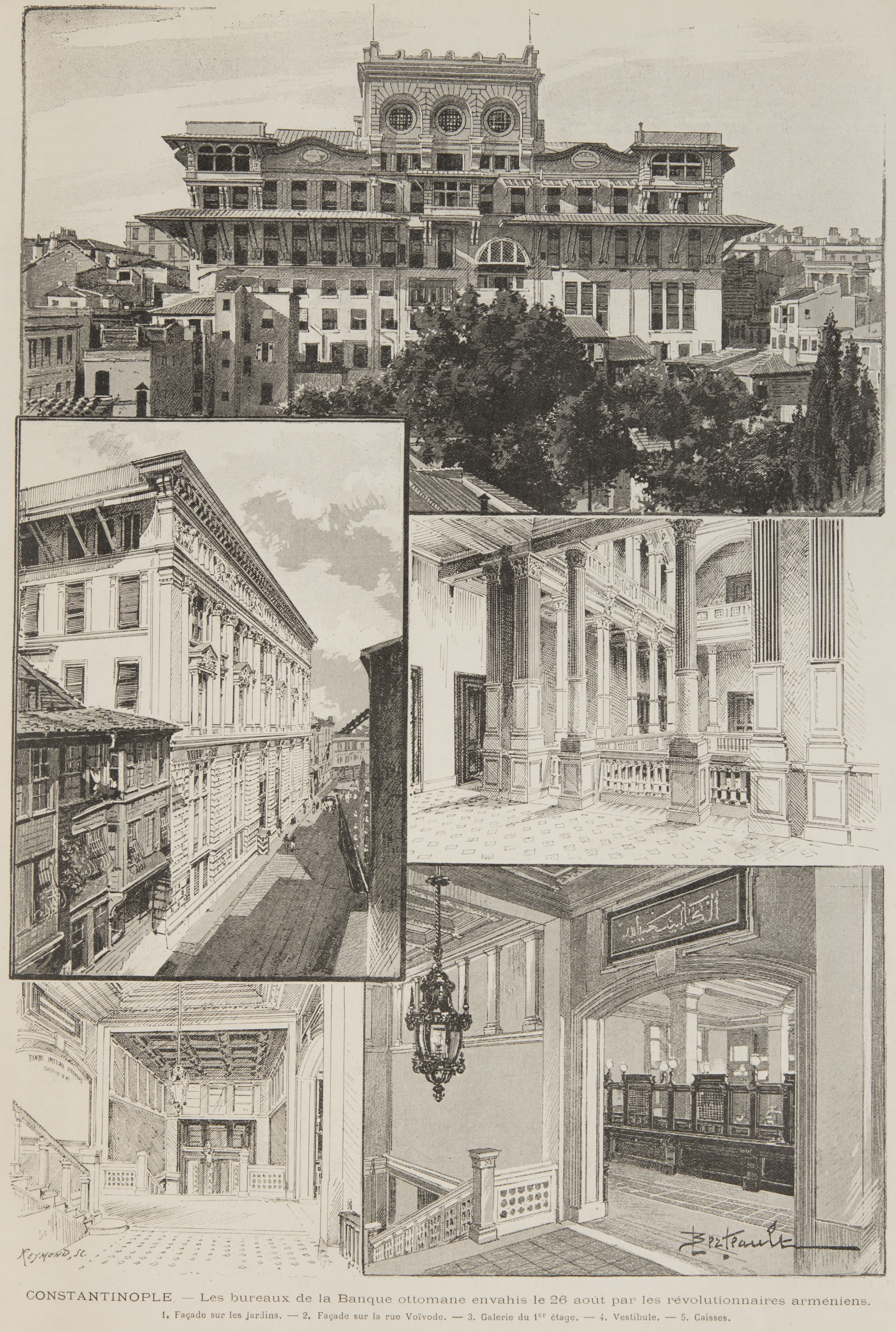
Siège de la Banque impériale ottomane situé quartier Galata (Constantinople), œuvre de l'architecte Alexandre Vallaury vers 1890.

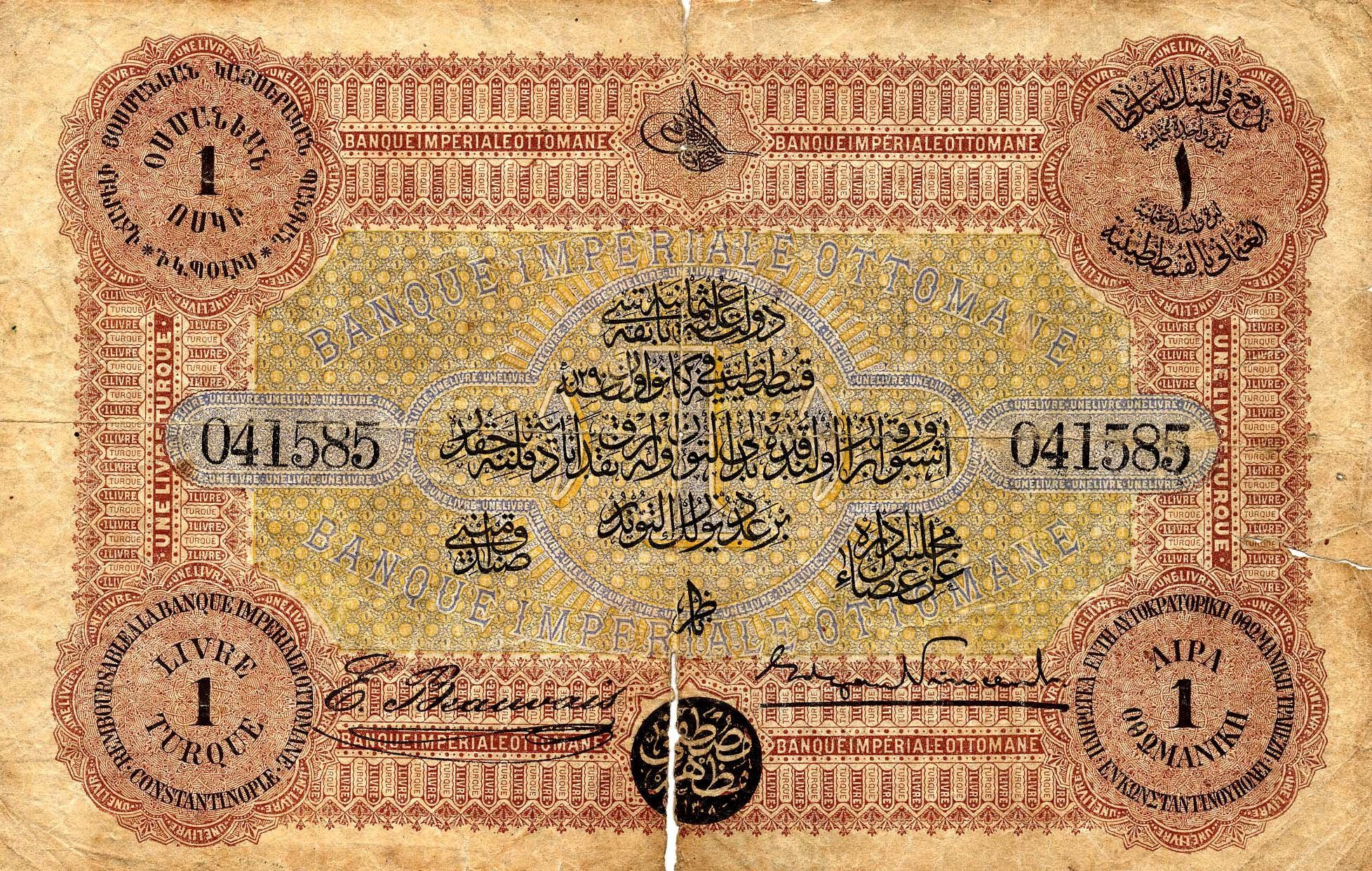
Billet de 1 livre ottomane émis sous Abdülhamid II par la BIO en 1880 à Constantinople, en cinq langues (sources : SALT Research).

Dès 1856, la Banque ottomane ouvre ses principaux bureaux à Galata, puis des filiales à Smyrne, Beyrouth, et en Roumanie. Quelques mois plus tard, d'autres filiales ouvrent à Alep, Salonique et Andrinople. Sur le plan politique, la situation va se dégrader, avec la multiplications des conflits dans tout l'Empire, entraînant une crise financière en 1861, contraignant Londres à publier un avis de liquidation. Sur la place de Paris, un emprunt diligenté par Jules Mirès est lancé, mais, peine perdue, la confiance du public est ébranlée quand ce dernier est arrêté pour escroquerie ; en 1857, un consortium dirigé par le Britannique Joseph Paxton avait obtenu du grand vizir l'aval pour lancer la Banque de Turquie au capital de 7 millions de £, mais la Banque ottomane refusa de s'y associer, n'ayant pas confiance en Mirès — le groupe Paxton liquida sa banque en catastrophe. Après la crise de 1861, l'arrivée aux affaires du grand vizir Mehmed Fuad Pacha permet de restaurer la confiance des marchés. En mars 1862, un emprunt de 8 millions de £ est souscrit quatre fois, dont 68 % fermes par l'Ottoman Bank. Près d'un milliard de piastres arrive dans les caisses du Trésor turc, permettant dès octobre d'apurer une bonne partie de la dette publique. Le 16 novembre, l'Ottoman Bank signe à Paris un accord important avec un consortium de banques françaises, principalement représenté par Rodolphe Hottinguer, qui prévoit la dissolution de cette première et la création de la Banque impériale ottomane impériale (BIO), qui prend donc en charge tous les actifs. Un conflit éclate bientôt au sujet de la nationalité des dirigeants de la banque et du lieu du siège social. Le renvoi temporaire de Fuad Pacha faillit, dès janvier 1863, faire annuler l'opération, mais l'accord définitif est signé le 4 février, avec comme capital initial 2,7 millions de £.
Les nouvelles missions de la BIO sont triples : elle est à la fois banque centrale, banque d’affaires et banque commerciale. Elle se voit confier le monopole de l’émission des billets dans l’Empire ottoman. Dès 1875, le gouvernement élargit ses prérogatives en lui confiant le contrôle du budget de l’État et l’assainissement de la situation financière : elle devient trésorier-payeur général de l’Empire. Vers 1890, elle contribue largement à financer l’économie et la promotion d’entreprises ferroviaires et minières. On compte vers 1900, près d'une centaine de filiales dans l'Empire et en Europe.
Place de la Bourse à Paris, la Banque ottomane ouvre son siège dans le même immeuble que la Banque franco-serbe. Plus tard, la nouvelle maison-mère, la Financière ottomane, était cotée à Paris, mais aussi à Londres et au Luxembourg.
En 1876, une insurrection bosniaque déclenche un conflit militaire entre la Russie et l'empire ottoman. Les investisseurs dans la Banque ottomane sont en difficulté car la Turquie refuse de signer le protocole élaboré à Londres par les grandes puissances. En un mois, l'emprunt public français de référence perd quatre points, l'italien six points et le russe dix points.
En 1890, est inauguré le siège de Constantinople, commandé à l'architecte franco-turc Alexandre Vallaury.
Le 26 août 1896 a lieu la prise du siège de la banque à Constantinople (Osmanlı Bankası Baskını) par un groupuscule de 25 activistes menés par Papken Siuni et Armen Garo, appartenant à la Fédération révolutionnaire arménienne, désireux d'attirer l'attention de l'opinion publique sur le sort réservé à leur communauté : en effet, depuis 1894, sont perpétrés les massacres hamidiens, durant lesquels 250 000 arméniens ont été tués. Les autorités reprennent la banque, puis, durant deux jours, ce sont plusieurs milliers d'Arméniens qui sont pourchassés et massacrés dans la capitale par une foule déchaînée, que le sultan Abdülhamid II peine à calmer. Le Français Jean Jaurès dénonça le massacre des populations arméniennes dans un discours à la Chambre des députés le 3 novembre 1896,.
En 1909, dans le cadre de l'Entente cordiale et à la suite de la révolution des Jeunes-Turcs, les Britanniques, afin de renforcer leur contrôle financier dans la région et contrer les intérêts allemands, fondent la National Bank of Turkey (en), et d'investir dans l'Anglo-Persian Oil Company.
L'Empire ottoman entre en guerre en octobre 1914 aux côtés des Empires centraux. Durant la Première Guerre mondiale, le tandem formé à Paris par le baron Rodolphe Hottinger (président) et Charles de Cerjat (directeur-administrateur délégué) permet à la BIO de maintenir ses activités malgré son statut de société turque. Pierre de Margerie, directeur des affaires politiques au ministère français des Affaires étrangères, recommande néanmoins à la banque de s’en tenir à l’exécution des engagements qui la lient au gouvernement turc, et de ne lui consentir aucune nouvelle facilité.
Le 19 octobre 1920, la Banque de Paris et des Pays-Bas prend la majorité des parts de la BIO.

### Banque ottomane

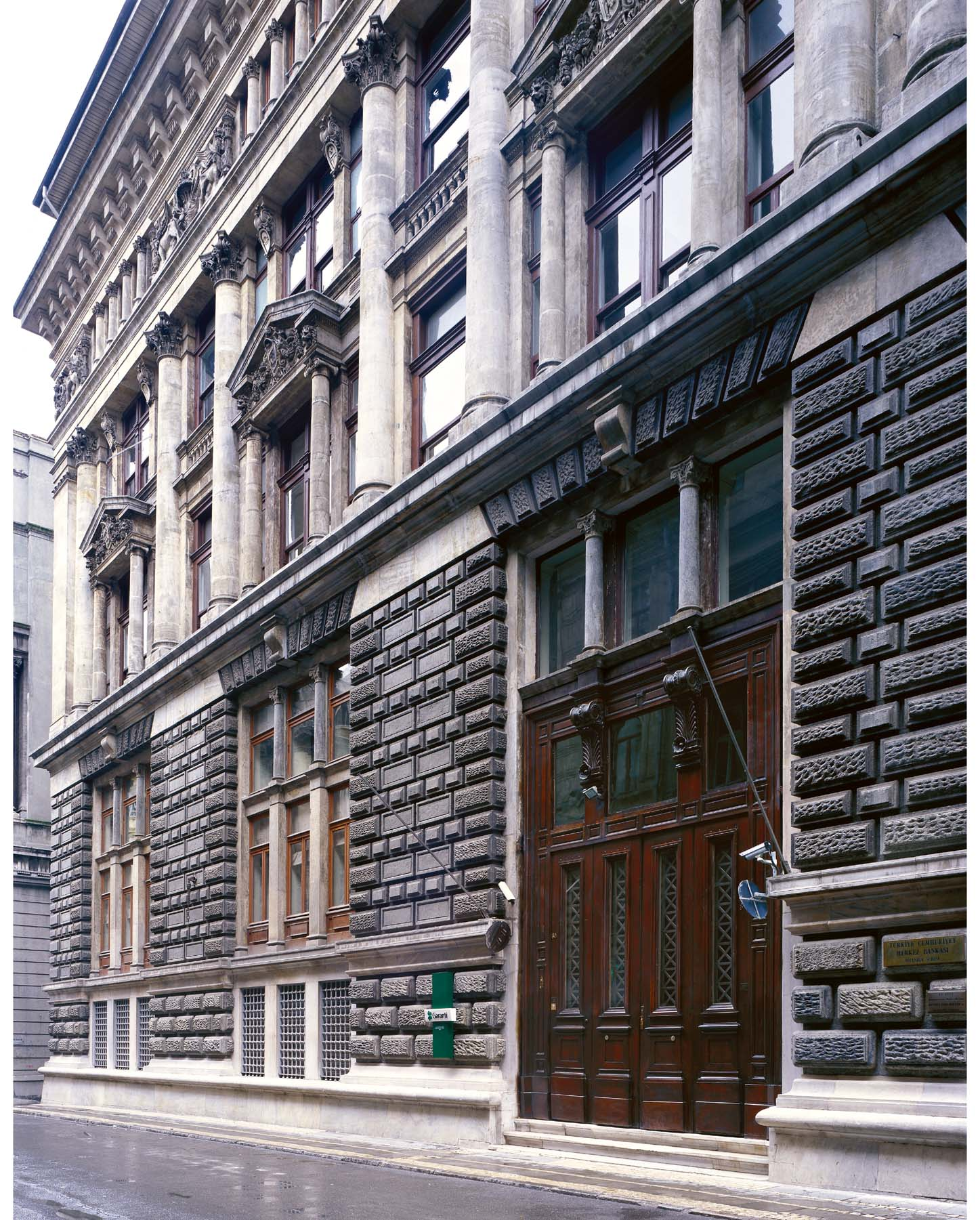
Le Centre de recherches et des archives de la Banque ottomane, ancien siège social historique de la banque (Istanbul).

Une convention est signée avec le gouvernement turc à Ankara le 23 mars 1924 qui confirme les prérogatives de la Banque ottomane pour une durée de dix ans. En 1931, la création de la Banque centrale de la république de Turquie dans laquelle la Banque ottomane est actionnaire, restreint ses activités. La Première Guerre mondiale et l’éclatement de l’Empire ottoman avaient modifié considérablement le rôle de la Banque ottomane. Elle possède toujours des capitaux majoritairement français et britanniques, et la double direction entre Paris et Londres perdure longtemps. Après 1945, elle est la seule institution financière à racheter ses propres billets payables en or, opération inouïe qu'elle prolonge jusqu'en 1947. Son seul privilège est désormais, qu'en tant qu'institution étrangère, elle est la seule à pouvoir opérer en Turquie dans les mêmes conditions que les banques turques. Cependant, face à la concurrence croissante des banques à financement public et, à partir des années 1940, des banques privées locales, sa part de marché va régulièrement diminuer. La banque ottomane devient une banque moyenne répondant aux besoins d’une clientèle restreinte mais fidèle.
Dans les années 1970, la Compagnie financière de Paris et des Pays-Bas en devient le seul actionnaire important. Recentrée sur la Turquie, la BO est vendue au groupe turc Dogus (1996) puis fusionne avec la Garanti Bankası en septembre 2001 au moment de la crise financière turque. Elle disparaît après 145 ans d'existence.
En 2011, la Garanti Bankası et le curateur Vasif Kortun (en) décident de fonder SALT, une institution turque consacrée à l'art contemporain et à des conférences, qui occupent désormais, dans le Bankalar Caddesi, les locaux de l'ancien siège de la BO, conjointement avec le Centre de recherche et des archives de l'ancienne banque (Ottoman Bank Archives and Research Centre (en) - OBARC).

## Dirigeants

### Liste des présidents

#### Banque ottomane (1856-1863)
- 1856-1861 : Austen Henry Layard
- 1861-1862 : Henry Austin Bruce, baron Aberdare
- 1862-1863 : William Clay[17]

#### Banque impériale ottomane (1863-1924)
Présidents français :
- 1863-1902 : Charles Mallet
- 1902-1919 : Rodolphe Hottinguer
- 1919-1924 : Jean de Neuflize

Présidents britanniques :
- 1863-1866 : William Clay
- 1866-1870 : A. H. Layard
- 1870-1890 : Thomas Charles Bruce (en)
- 1891-1898 : Charles Mills (1er baron Hillingdon)
- 1898-1907 : Charles Mills (2e baron Hillingdon)
- 1907-1920 : Edward Ponsonby, 8e comte de Bessborough
- 1920-1924 : George Goschen, 2e vicomte Goschen

#### Banque ottomane (1924-2001)
Présidents français :
- 1924-1928 : Jean de Neuflize
- 1928-1937 : Raoul Mallet
- 1937-1954 : Charles Rist
- 1954-1975 : Emmanuel Monick
- 1975-1989 : Bernard de Margerie
- 1989-1992 : Gustave Rambaud
- 1992-1996 : Hubert de Saint-Amand

Présidents britanniques :
- 1924-1943 : Herbert Lawrence (en)

### Liste des directeurs généraux à Constantinople
- 1863-1868 : Alexandre de Plœuc
- 1868-1871 : Vere Hobart (en)
- 1871-1889 : Morgan H. Foster
- 1890-1897 : Edgar Vincent
- 1897-1902 : Robert Hamilton Lang (en)
- 1902-1903 : Gaston Auboyneau
- 1903-1904 : Charles de Cerjat
- 1904-1910 : Jules Deffès
- 1911-1913 : Paul Révoil
- 1913-1919 : Arthur Nias
- 1920-1925 : Louis Steeg

### Autres dirigeants notables
- Berç Keresteciyan Türker
- Jacques Jeulin (1966–1985)
- Aclan Acar (1996–2000)
- Turgay Gönensin (2000–2001)